# Бочков, Валерий Анатольевич
Валерий Анатольевич Бочков (22 декабря 1946, Краснотурьинск, Свердловская область — 29 сентября 2023) — Заслуженный мастер спорта СССР (хоккей с мячом), пятикратный чемпион мира, Заслуженный тренер России.

## Биография
Воспитанник краснотурьинского хоккея с мячом. Выступал за команды «Динамо» Алма-Ата, «Зоркий» Красногорск и «Динамо» Москва.
Привлекался в сборную СССР, в составе которой пять раз стал чемпионом мира.
С 1969 по 1977 год играл и в хоккей на траве в составе команды «Динамо» Алма-Ата, в составе которой 4 раза стал чемпионом СССР.

## Тренерская карьера
Тренировал «Зоркий», «Динамо» Москва, «Маяк» Краснотурьинск.
Работал с молодёжной (в 1992) и юношеской (1993-95) сборной России.

## Достижения

### хоккей с мячом
Чемпион СССР — 1977, 1979 

 Серебряный призёр чемпионата СССР — 1973, 1975, 1976, 1978, 1984 

 Бронзовый призёр чемпионата СССР — 1966, 1967, 1971, 1974, 1980, 1982, 1986 

 Обладатель Кубка европейских чемпионов — 1978 

В списке 22 лучших игроков сезона входил 15 раз — 1969, 1970, 1971, 1972, 1973, 1974, 1975, 1976, 1977, 1978, 1979, 1980, 1981, 1982, 1985. 

Лучший нападающий сезона — 1974, 1977 

 Чемпион мира — 1973, 1975, 1977, 1979, 1985 

 Серебряный призёр чемпионата мира −1981 

### хоккей на траве
Чемпион СССР — 1972, 1973, 1975, 1977 

 Серебряный призёр чемпионата СССР — 1970, 1971 